# 御岳村 (熊本県)
御岳村（みたけむら）は、かつて熊本県上益城郡にあった村。御嶽村とも表記した。

## 沿革
- 1889年（明治22年）4月1日 - 町村制施行に伴い上益城郡野尻村、川野村、下河井野村、上河井野村、畑村、小笹村、麻山村、男成村、成君村、田所村、入佐村が合併し、御岳村（御嶽村）が発足。
- 1955年（昭和30年）2月1日 - 上益城郡浜町、下矢部村、白糸村と合併し、矢部町となり消滅。